# Saint-Gervais (Gironda)
Saint-Gervais é uma comuna francesa na região administrativa da Nova Aquitânia, no departamento da Gironda. Estende-se por uma área de 5,57 km². Em 2010 a comuna tinha 1 912 habitantes (densidade: 343,3 hab./km²).